# СС (паровоз)
СС (заводской тип 17) — российский паровоз типа 0-4-0, выпускавшийся Коломенским заводом с 1875 по 1878 год. Для данного завода является первым паровозом такого типа собственной конструкции. Также в 1878 году Коломенский завод начал выпускать паровозы заводского типа 23 (серия Ж), конструкция которых была основана на конструкции паровозов СС.

## Описание
В 1875 году для Козлово-Воронежской железной дороги завод выпустил партию из 15 паровозов типа 0-4-0, которым присвоил серию СС и номера с 701 по 715; в 1876 и 1878 годы были построены соответственно ещё 5 и 1 аналогичных локомотивов.
На данных паровозах были применены паровые котлы диаметром 1568 мм, внутри которых находились 223 дымогарные трубы длиной 5045 мм и диаметром 46/51 мм. Также на паровозах СС были применены парораспределительный механизм Гуча (аналогичен механизму Стефенсона) с внутрирамным расположением кулисы, инжекторы Шау и винтовой реверс, а листовые рессоры задней движущей колёсной пары располагались выше рессор остальных колёсных пар.
Когда в 1893 году были образованы Юго-Восточные железные дороги, паровозы СС сохранили обозначение серии, но получили новые номера — 415—435. В 1910 году несколько машин были оборудованы пневматическими тормозами системы Вестингаузена, либо «Нью-Йорк».